# Massaga tenuifascia
Massaga tenuifascia là một loài bướm đêm trong họ Noctuidae.